# Rășinari
Rășinari is een Roemeense gemeente in het district Sibiu.
Rășinari telt 5 280 inwoners (2011).

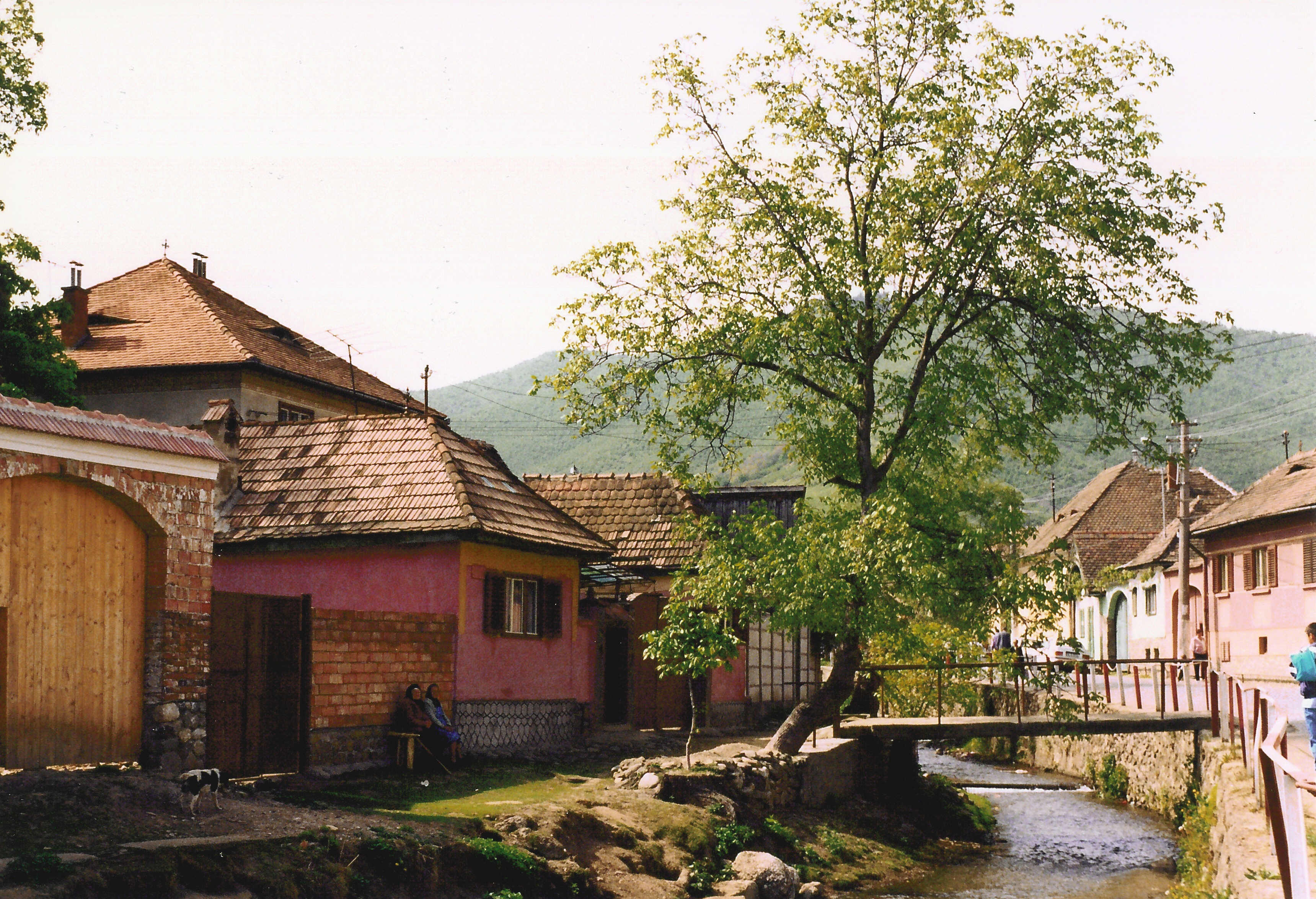
Rășinari

## Geboren in Rășinari
- Octavian Goga (1881-1938), nationalistisch politicus, dichter, toneelschrijver, journalist en vertaler
- Emil Cioran (1911-1995), Roemeens-Frans filosoof en schrijver